# هنري غراي
هنري غراي (بالإنجليزية: Henry Gray)‏ ـ (1827 ـ 13 يونيو 1861) هو عالم تشريح وجراح إنجليزي، من أشهر أعماله كتاب التشريح الشهير«تشريح غراي».

## نبوغه
في سنة 1848، وكان غراي لم يزل بعد طالبًا يدرس الطب، حصل على الجائزة التي تمنحها كلية الجراحين الملكية كل ثلاث سنوات، عن بحث عنونه «أصل وارتباطات وتفرعات الأعصاب المغذية للعين البشرية وملحقاتها، موضَّحة بالتشريح المقارن للعين في فقاريات أخرى» (بالإنجليزية: The Origin, Connexions and Distribution of nerves to the human eye and its appendages, illustrated by comparative dissections of the eye in other vertebrate animals)‏، وفي سنة 1852، انتُخب زميلًا للجمعية الملكية، وكان في الخامسة والعشرين من عمره، وفي العام التالي حصل على جائزة أستلي كوبر (وقدرها ثلاثمائة جنيه) لبحثه «عن تركيب ووظيفة الطحال» (بالإنجليزية: On the structure and Use of Spleen)‏.

## تشريح غراي
في سنة 1858 نشر غراي الطبعة الأولى من كتابه «التشريح الوصفي والجراحي»، الذي كان يقع في 750 صفحة تتضمن 363 شكلًا توضيحيًا أنجزها صديقه الرسام الطبي الماهر، ومعلم التشريح السابق بمستشفى سانت جورج هنري فاندايك كارتر، وكان جانب كبير من نجاح الكتاب يرجع إلى براعة كارتر وجودة لوحاته الفنية التشريحية، وأهديت تلك الطبعة إلى السير بنجامين كولينز برودي.
وفي سنة 1860، نشر غراي طبعة جديدة من كتابه، الذي ما زالت طبعاته المنقحة والمزيدة تُنشر حتى اليوم تحت عنوان «تشريح غراي» (بالإنجليزية: Gray's Anatomy)‏، ويعد من أنجح الكتب التي يعتمد عليها طلاب الطب في دراسة التشريح حتى اليوم.

## وفاته
لم يلبث غراي أن توفي في الرابعة والثلاثين من عمره، وكان ذلك في 13 يونيو 1861، بعد أن أصابته عدوى الجدري من واحد من أبناء إخوته كان مصابًا بالمرض وكان غراي يعالجه، لكن غراي قضى نحبه متأثرًا بالمرض، بينما نجا الطفل منه.
دُفن غراي في القسم الشرقي من مقبرة هايغيت بلندن.